# Al-Baghuz Faukani
Al-Baghuz Faukani (arab. الباغوز فوقاني) – miejscowość w Syrii, w muhafazie Dajr az-Zaur. W 2004 roku liczyła 10 689 mieszkańców. W roku 2019 została ona odbita z rąk islamistów jako ostatnia enklawa Państwa Islamskiego.